# Andrzej Zienkowicz
Andrzej (Jędrzej) Zienkowicz herbu Siekierz (zm. 1790) – kasztelan smoleński 1770–1790, marszałek Trybunału Głównego Wielkiego Księstwa Litewskiego 1769/1770, instygator litewski 1761–1765, pisarz skarbowy litewski 1750–1761, starosta ostryński.
Poseł na sejm nadzwyczajny 1750 roku z województwa smoleńskiego. 
W 1764 roku był członkiem konfederacji Wielkiego Księstwa Litewskiego. Jako poseł powiatu słonimskiego na sejm elekcyjny był elektorem Stanisława Augusta Poniatowskiego w 1764 roku z województwa nowogródzkiego.
Na Sejmie Rozbiorowym 1773-1775 wszedł w skład delegacji wyłonionej pod naciskiem dyplomatów trzech państw rozbiorczych, mającej przeprowadzić rozbiór. Członek konfederacji 1773 roku. 18 września 1773 roku podpisał traktaty cesji przez Rzeczpospolitą Obojga Narodów ziem zagarniętych przez Rosję, Prusy i Austrię w I rozbiorze Polski. W 1778 roku był członkiem Departamentu Skarbowego Rady Nieustającej. Członek Departamentu Sprawiedliwości Rady Nieustającej w 1779 roku.
W 1785 odznaczony Orderem Orła Białego, w 1769 kawaler Orderu Świętego Stanisława.